# Nicolle Hirschfeld
Nicolle Hirschfeld - régész az USA-ban, a Trinity Egyetem (San Antonio, Texas) Ókortudományi Tanszékének docense.

## Életpályája
Nicolle Hirschfeld BA diplomáját a Texas A&M Egyetemen szerezte a Bryn Mawr College-ban. Először diákként, majd helyi és országos szinten szakemberként tevékenykedik az Amerikai Régészeti Intézetben. Első régészeti körútját 2011-ben vezette; a Földközi-tenger keleti medencéjében valamint Európa-szerte végzett vízalatti és szárazföldi ásatásokat, különösen a késő bronzkori Görögország, Anatólia, Ciprus és Egyiptom különböző kultúrái közötti kölcsönhatások tárgyi bizonyítékait keresve.
Részt vesz az Uluburunnál és a Gelidonya-foknál (Törökország) kb. i. e. 1300 és 1200 körül hajótörést szenvedett hajók feltárásában és tanulmányozásában.
Különleges érdeklődési körébe tartoznak ezenkívül az ősi vonalkódok (potmarkok) és az ókori Ciprusi-minószi írások is.
Törökországi kutatásai során a Földközi-tenger Antalya
tartományban, a Gelidonya-fok vizeiben előkerült hajótörött rakományokra összpontosított. Ez az a hely, ahol George Bass 1960-ban létrehozta a tengeri régészetet.
2010 nyarán Nicolle Hirschfeld visszatért a Földközi-tenger keleti medencéjében, a Galidonya-foknál végzett feltárás hajóroncsához, és Bass és Harun Özdaş, valamint a Dokuz Eylül Egyetem munkatársaival együttműködve sok olyan tárgyat talált még, amelyet nem vettek észre az első kutatási szezonban.
A törökországi Kizilburunban végzett római kori hajóroncs feltárásán kívül fél tucat nyarat búvárkodott a késő bronzkori kincseshajón Uluburunnál, és majdnem ugyannyi időt töltött a Bodrumi Vízalatti Régészeti Múzeum raktárában található leletek elemzésével.
Nicolle Hirschfeld különösen a késő bronzkorban, valamint a görög és római világ városainak központjai közötti áruk, emberek és technológiák mozgása iránt érdeklődik az Égei-tenger és a Levant-tenger partjai mentén.